# デフスミス郡 (テキサス州)
デフスミス郡（デフスミスぐん、英: Deaf Smith County）は、アメリカ合衆国テキサス州の北部に位置する郡である。2010年国勢調査での人口は19,372人であり、2000年の18,561人から4.4%増加した。郡庁所在地はヒアフォード市（人口15,370人）であり、同郡で人口最大の都市でもある。ヒアフォード市は「世界の牛肉の首都」と渾名されている。
デフスミス郡はその全体で、ヒアフォード小都市圏を構成している。

## 歴史

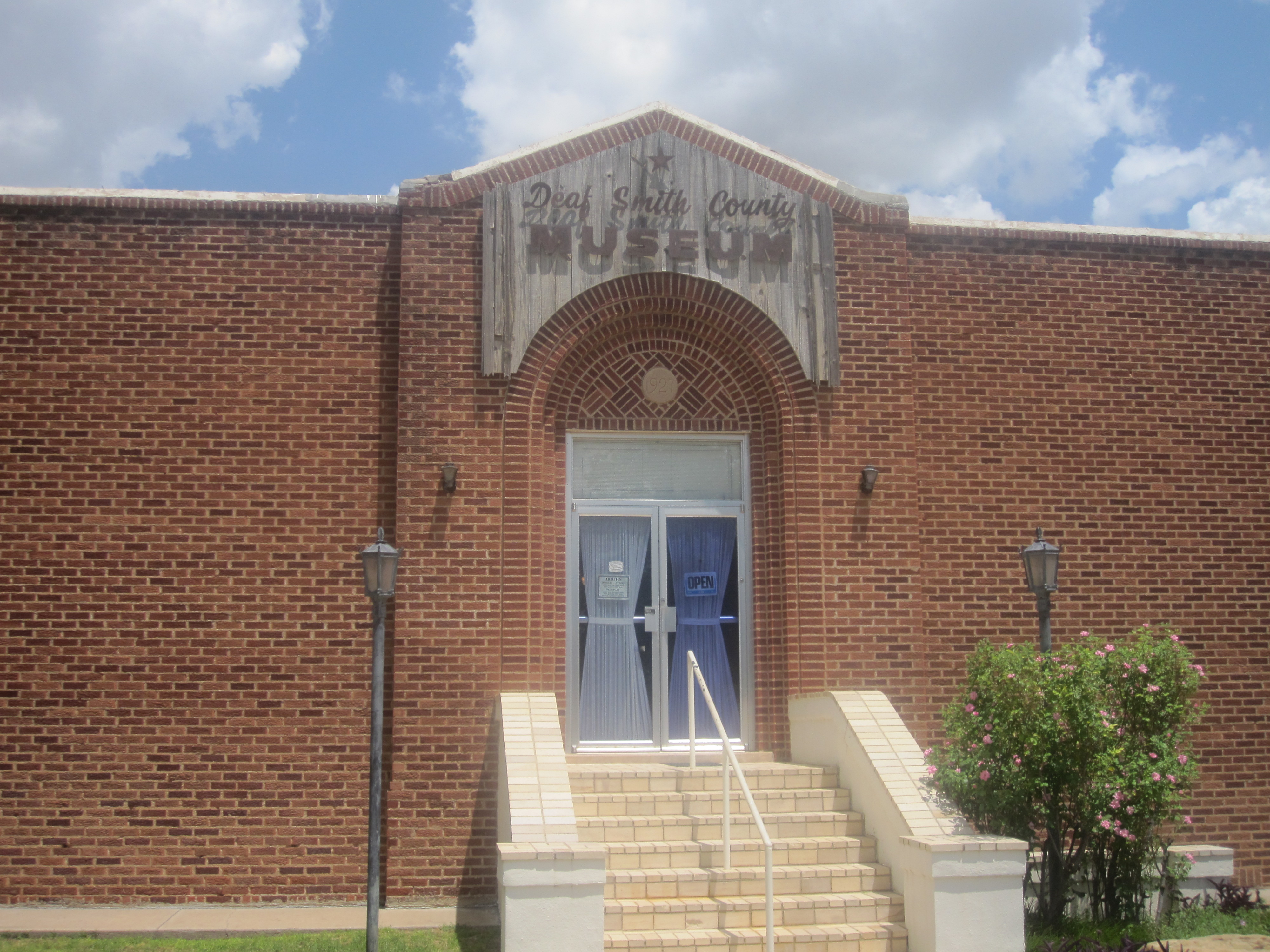
デフスミス郡歴史博物館、ヒアフォード市

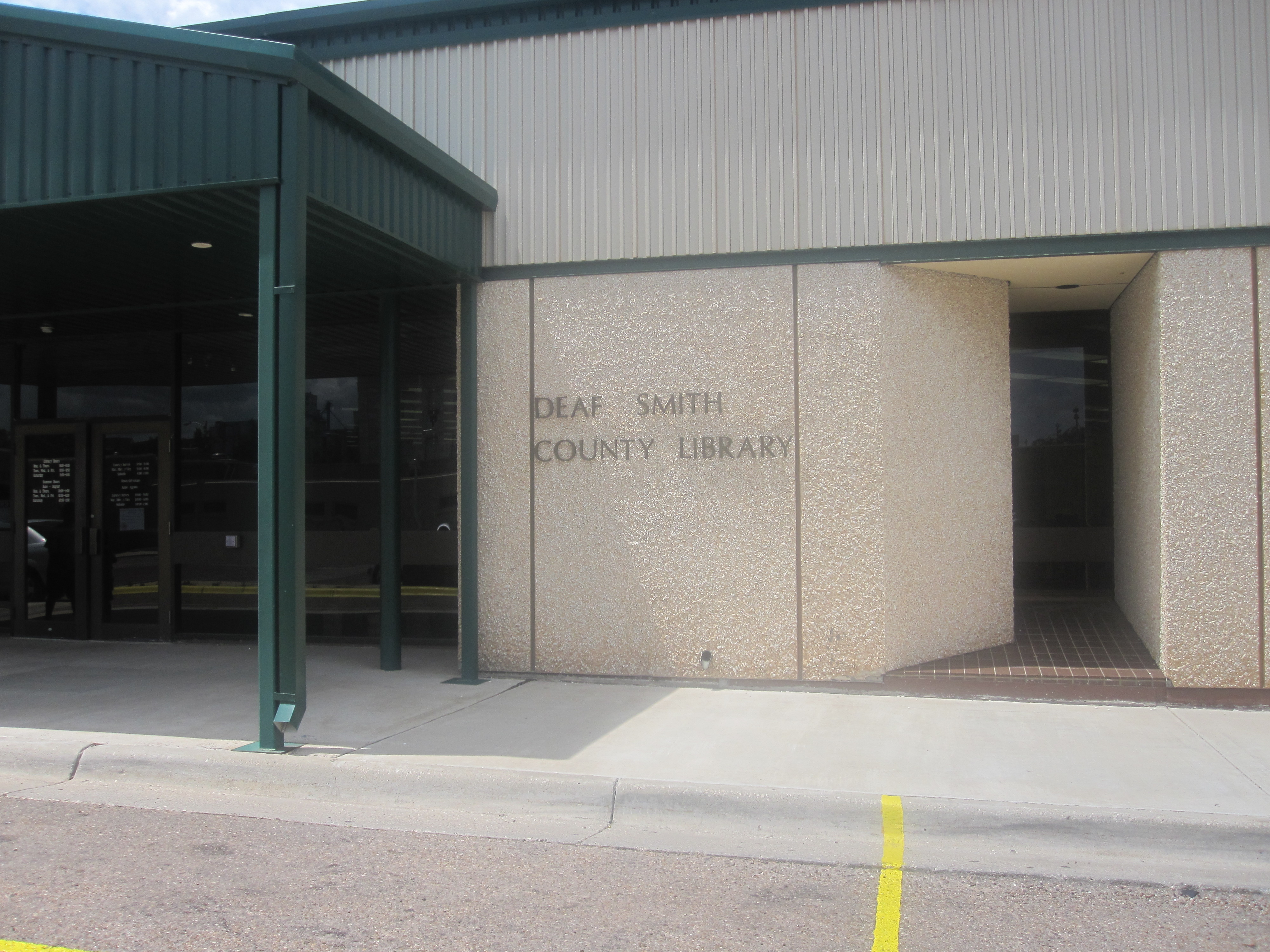
ヒアフォード市のデフスミス郡図書館、元は1階に国立カウガール殿堂があったが、現在はフォーとワースの歴史地区にある建物に移されている。

デフスミス郡は1876年にテキサス州議会が創設し、命名したが、実際に組織化されたのは1890年になってからであり、最初の郡庁所在地はラプラタだった。郡名は、テキサス革命に従軍した聴覚障害のある斥候かつ兵士だったエラストゥス・"ディーフ"・スミス（1787年-1837年）に因んで名付けられた。スミスはアラモ砦が陥落した後で、最初にそこに到達した者だった。「デフ」の発音はスミス自身が呼ばれていたように、正しくは「ディーフ」であるが、郡民の大半は「デフ」と発音している。
デフスミス郡は放射性廃棄物貯蔵施設の候補地に選定されていたが、後に取り消された。アロウヘッド・ミルズの創設者ジェシー・フランク・フォードが、テキサス州西部の水源の大半を賄っているオガララ帯水層が汚染されることを理由に反対運動を行った。
「テキサス・ホーム・クォータリー」に拠れば、デフスミス郡は裕福でないテキサス州人の住む場所の好適さで第9位になった。

## 地理
アメリカ合衆国国勢調査局に拠れば、郡域全面積は1,498平方マイル (3,880 km2)であり、このうち陸地1,497平方マイル (3,8784 km2)、水域は1平方マイル (2.6 km2)で水域率は0.06%である。

### 主要高規格道路
- 州間高速道路40号線
- アメリカ国道60号線
- アメリカ国道385号線
- テキサス州道214号線

### 隣接する郡
- オールダム郡 - 北
- ランドール郡 - 東
- カストロ郡 - 南東
- パーマー郡 - 南
- カリー郡 (ニューメキシコ州) - 南西
- クワイ郡 (ニューメキシコ州) - 西

## 人口動態

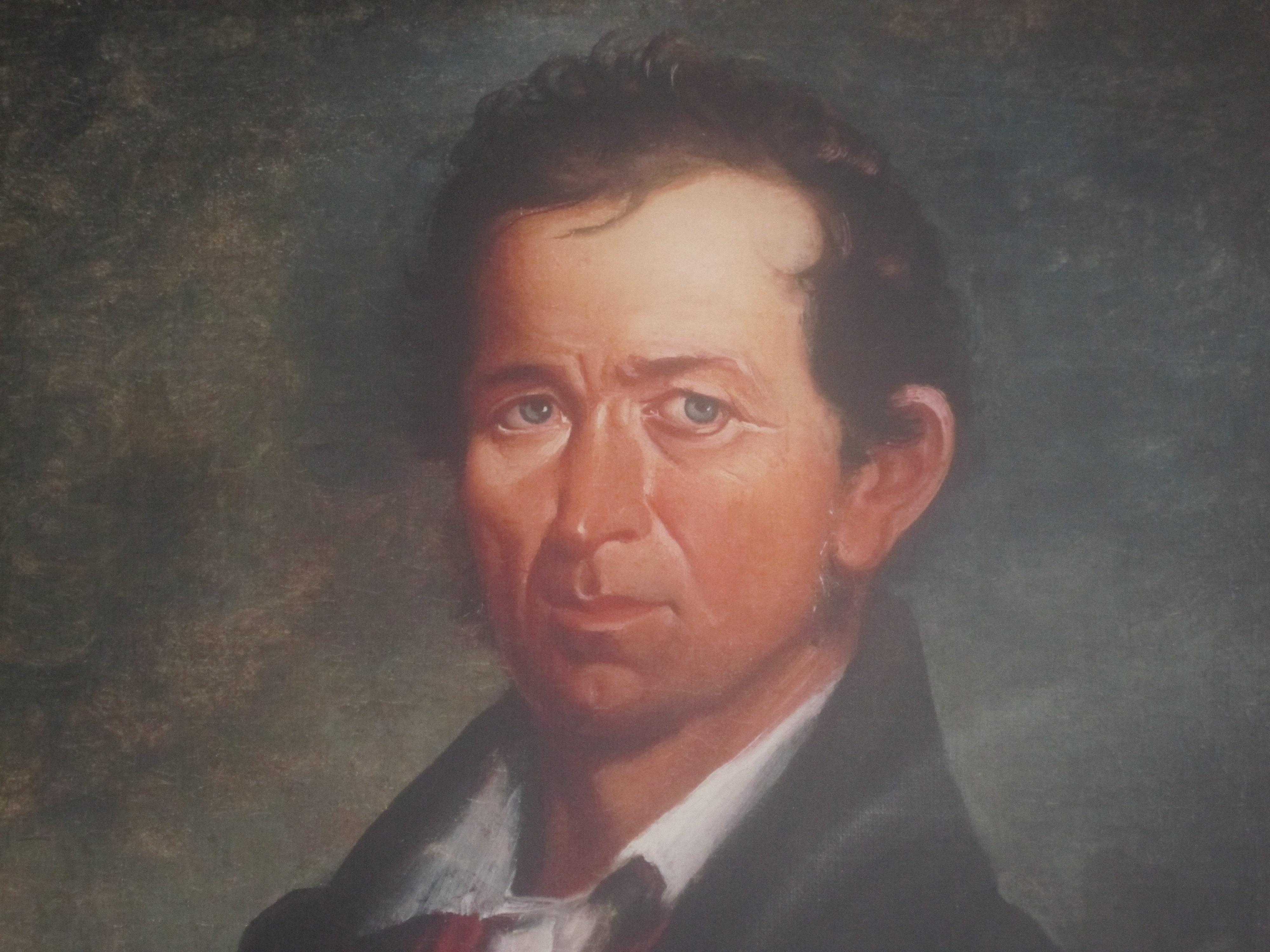
エラストゥス・"ディーフ"・スミスの肖像画、デフスミス郡博物館蔵

以下は2000年の国勢調査による人口統計データである。
| 基礎データ - 人口: 18,561人 - 世帯数: 6,1860 世帯 - 家族数: 4,8372 家族 - 人口密度: 5人/km2（12人/mi2） - 住居数: 6,914軒 - 住居密度: 2軒/km2（5軒/mi2） 人種別人口構成 - 白人: 72.28% - アフリカン・アメリカン: 1.51% - ネイティブ・アメリカン: 0.80% - アジア人: 0.25% - 太平洋諸島系: 0.13% - その他の人種: 22.92% - 混血: 2.11% - ヒスパニック・ラテン系: 57.40% 年齢別人口構成 - 18歳未満: 33.3% - 18-24歳: 9.6% - 25-44歳: 25.5% - 45-64歳: 19.4% - 65歳以上: 12.1% - 年齢の中央値: 31歳 - 性比（女性100人あたり男性の人口） - 総人口: 95.5 - 18歳以上: 91.9 | 世帯と家族（対世帯数） - 18歳未満の子供がいる: 41.0% - 結婚・同居している夫婦: 61.0% - 未婚・離婚・死別女性が世帯主: 12.6% - 非家族世帯: 21.8% - 単身世帯: 19.7% - 65歳以上の老人1人暮らし: 10.0% - 平均構成人数 - 世帯: 2.96人 - 家族: 3.41人 収入と家計 - 収入の中央値 - 世帯: 29,601米ドル - 家族: 32,391米ドル - 性別 - 男性: 26,090米ドル - 女性: 19,113米ドル - 人口1人あたり収入: 13,119米ドル - 貧困線以下 - 対人口: 20.6% - 対家族数: 19.3% - 18歳未満: 26.3% - 65歳以上: 15.7% |

## 公共事業
デフスミス電力会社の本社がヒアフォード市にある。この会社はデフスミス郡だけでなく、カストロ郡、パーマー郡、およびオールダム郡にも電力を供給している。

## 都市と町
- ドーン、未編入の町
- グレンリオ、未編入の町
- ヒアフォード - 郡庁所在地